# Model evoluce etnocentricity
Model evoluce etnocentricity je ukázkou multiagentního systému a je modifikací klasického iterovaného vězňova dilematu. Agentem rozumíme (v tomto případě softwarové a typicky také heterogenní) autonomní entitu s relativně jednoduchým chováním, který představuje reálné jednotky sledovaného systému umístěné do definovaného kontextu prostředí, ve kterém jednají a reagují. Robert Axelrod se v tomto modelu se snažil modelovat sociální konflikty jak na mezinárodní, tak i na lokální úrovni. Model ukazuje, že se ve skupině agentů i bez jakékoli paměti může spontánně vyvinout kooperativní herní strategie, tedy že po určitém počtu iterací modelu se podstatně zvýší počet agentů, kteří jsou ochotni spolupracovat s jinými v rámci jednoho etnika, zatímco počet ostatních se sníží.

Všeobecné podmínky pro kooperativní chování jsou dle Axelroda tyto: 

- Kooperativní strategie musí zajistit úspěch v daném prostředí, aby mohla být přijata jednotlivými agenty.
- Kooperativní strategie musí generovat úspěch v měnícím se prostředí agentů, aby se byla schopna šířit.
- Populace takto vymezených agentů musí být imunní k přijetí alternativních forem chování.

## Popis modelu
Model evoluce etnocentricity je multiagentním modelem a pro jeho implementaci byl využit program NetLogo.

Jedná se o dvourozměrnou mřížku, na které jsou rozmístěné 4 druhy agentů, kde každý druh představuje jednu etnickou skupinu, což je graficky znázorněno jeho barvou. Etnocetricita je téměř universálním způsobem chování, kde jedinci kooperují mezi sebou uvnitř skupiny, ale nikoli navenek.
Každý agent má schopnost rozpoznat jiné agenty, které jsou v jeho okolí a zjistit, jestli jsou z jeho etnika nebo z cizího. Způsobem chování agenta je v modelu evoluce etnocentricity míněna strategie, podle které agenty mezi sebou hrají každou iteraci klasickou hru vězňovo dilema.
Vězňovo dilema je elegantním řešením problému vzájemné spolupráce dvou agentů. Každý ze dvou agentů může buď spolupracovat nebo nespolupracovat, za což následně dostávají předem nadefinovanou odměnu, která ovlivňuje jejich reprodukční úspěch. Sobecká volba přináší vyšší odměnu, pokud se agent neohlíží na ostatní. Pokud by ale obě strany spolupracovali, tak se dosáhne většího výnosu.
 

Agentům jsou vlastní tyto strategie, jejichž rozložení je na začátku rovnoměrné:

- Kooperuje se všemi agenty – altruistická strategie
- Kooperuje s vlastními a nekooperuje s cizími – etnocentrická strategie
- Nekooperuje s vlastními agenty a kooperuje s cizími
- Nekooperuje se žádnými agenty – egoistická strategie

Agenty se mohou nepohlavně rozmnožovat, což znamená, že v každém kole má agent možnost s určitou pravděpodobností umístit na volné okolní pole mřížky svého potomka. Tento potomek získává od svého rodiče příslušnost k etnické skupině a způsob chování. Příslušnost i způsob chování se může s jistou malou pravděpodobností změnit. Pravděpodobnost rozmnožení je odvislá od základní pravděpodobnosti, která se kooperací s jinými agenty snižuje, což se nazývá cenou kooperace. Na druhou stranu agent, se kterým kooperuje jiný agent získává několikanásobek ceny kooperace. Z toho vyplývá, že skupina kooperujících agentů si každému agentu navzájem zvyšuje pravděpodobnost rozmnožení. Agent, který nekooperuje, nic neztrácí a pouze může získat od ostatních agentů, pokud s ním kooperují, ale jakmile spolu sousedí několik nekooperujících agentů, jejich šance na rozmnožení vůbec neroste. Agenty nemají paměť a jejich chování tedy odvisí pouze na jejich etnické příslušnosti a na jejich strategii. Na začátku simulace jsou strategie náhodně rozděleny. 

Průběh každého kola sestává ze čtyř fází:

- Imigrace – na náhodné místo mřížky je vložen agent s náhodnými parametry.
- Interakce – agenty hrají se svými sousedy a zvyšuje nebo snižuje se pravděpodobnost jejich reprodukce.
- Reprodukce – s pravděpodobností získanou na základě hry proběhne reprodukce agentů.
- Smrt – s jistou stabilní pravděpodobností je agent odstraněn z mřížky.

## Výsledky modelu
I přes to, že agenty nedisponují kognitivními schopnostmi, jako je např. paměť, se v modelu rozšíří kooperativní strategie. V průměru 76% agentů mělo po 2000 kolech etnocentrickou strategii, co že průměr z deseti simulací a z posledních sta iterací). Uvnitř etnik bylo 90% všech interakcí kooperativních a naopak mezi etniky bylo 84% interakcí nekooperativních.

Bez lokální reprodukce a interakce se mezi agenty nerozšíří etnocentrická strategie. Pokud jsou potomci umístěni na náhodně vybrané prázdné místo, tak se nevytvoří skupiny agentů stejného etnika. Následně pak dominují agenty s egoistickou strategií, což má za následek, že pouze 5% agentů spolupracuje v populaci jako celku, ve srovnání s 74% spolupráci na lokální úrovni. Podobně pokud každý agent vybere dalšího agenta náhodně bez ohledu na blízkost, úroveň spolupráce mezi nimi klesne na 22%.

## Analýza modelu
Model evoluce etnocentricity je velmi jednoduchý a jedná se tak o čistě výzkumný model, který sice poskytuje vhled do zákonitostí dynamiky společenských skupin, ale nedá se využít pro reálnou předpověď chování sociálních skupin. V modelu se tedy především jedná o hledání základních předpokladů, které vedou k etnocentrickému chování, které se dá běžně pozorovat v realitě běžného života.

### Mechanismus rozšíření etnocentrické strategie
Jako důsledek lokálního rozmnožování agentů se začnou v modelu vytvářet shluky agentů stejného etnika i přes to, že původní rozmístění agentů v mřížce je čistě náhodné. Shluky agentů, které mezi sebou kooperují se díky vzájemnému zvyšování pravděpodobnosti rozmnožení zvětšují rychleji než ostatní až do doby, kdy se tento shluk potká se shlukem jiného etnika. V tuto chvíli začne vznikat souboj o volné místo mezi etniky, kdy získávají výhodu agenty, které mají pouze etnocentrickou strategii. Ti totiž zvyšují pravděpodobnost rozmnožení od agentů stejného etnika a zároveň si ji nesnižují při kooperaci s agenty jiného etnika. Zajímavý je způsob eliminace egoistických agentů i v rámci jednoho etnika. Uvnitř shluku nemají dost prostoru k rozmnožení a na okrajích shluku omezuje jejich rozmnožování etnocentrická strategie sousední skupiny agentů jiného etnika..

### Podmínky rozšíření etnocentrické strategie
Pro evoluci etnocentrické strategie je nezbytně nutné, aby se agenty rozmnožovaly a interagovaly pouze lokálně, což zapříčiňuje, že většina interakcí se odehrává ve shlucích agentů stejného etnika. Vznik a rozšíření etnocentrické strategie je robustní a převládne většiny agentů i při zdvojnásobení či naopak dvojnásobném snížení hodnot řady parametrů modelu jako jsou cena kooperace, velikost mřížky, počet skupin, rychlost imigrace, velikost mutace nebo délka běhu simulace. Etnocentrická strategie se vyvine i bez jediného agenta s touto strategií na počátku simulace a je vznikne i při 10% chybě rozpoznávání agentů mezi sebou.

Bez lokální reprodukce a interakce agentů se nevyskytuje etnocentrická strategie jako dominantní. Pokud jsou potomci jsou umístěni na náhodně vybrané prázdné místo, tak se nevytvoří kompaktní skupiny jednotlivých entit agentů a zároveň převládne egoistická strategie nad etnocentrickou, která posléze zasahuje pouze 5% veškeré populace agentů.